# Phyllotocidiini
Phyllotocidiini is een tribus uit de familie van bladsprietkevers (Scarabaeidae). 